# بيجارية قمعية الشكل
بيجارية قمعية الشكل (الاسم العلمي:Bejaria infundibula) هي نوع من النباتات تتبع جنس البيجارية من الفصيلة الخلنجية.